# Abraham sacrificando a su hijo Isaac (Pittoni)
Abraham sacrificando a su hijo Isaac (en italiano: Abramo sacrifica suo figlio Isacco) es un cuadro pintado al óleo sobre lienzo por el pintor italiano Giambattista Pittoni, conservado en la colección permanente del Museo de Bellas Artes de Boston.
No era la primera vez que Pittoni abordaba el tema, pues se conocen otras dos versiones del asunto pintadas al inicio de su carrera conservadas en la iglesia de San Francesco della Vigna de Venecia (1713) y el Speed Art Museum de Louisville, Kentucky.
Según el libro del Génesis 22, Dios probó la fe de Abraham al ordenarle que sacrificara a su hijo Isaac. Aunque Abraham estaba preparado para seguir adelante, en el último instante un ángel detuvo su mano y le ofreció a cambio sacrificar un carnero. Pittoni refleja el instante mismo en que el ángel detiene el brazo de Abraham, con el puñal alzado para descargar el golpe sobre Isaac, que aparece de rodillas, sobre la pila de leña, y con ellos los restantes elementos del sacrificio: el caldero con el fuego y el carnero.